# Лепча (народ)

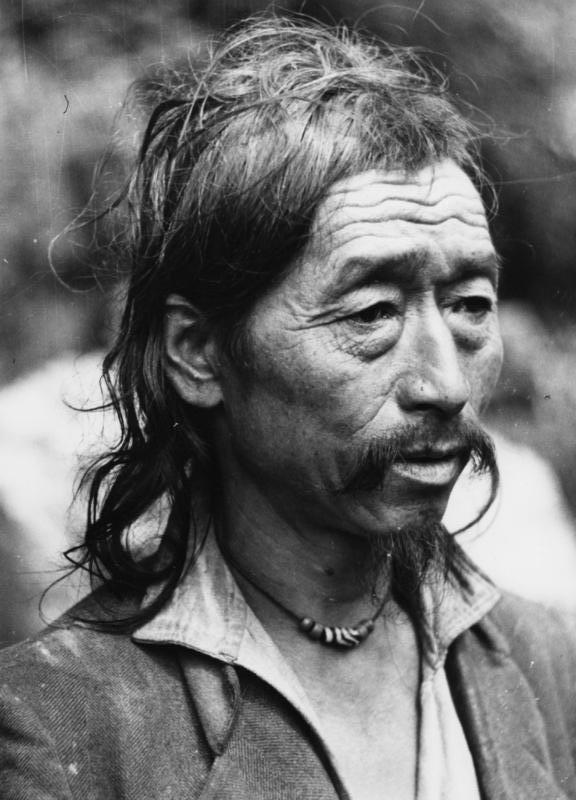
Мужчина лепча

Лепча — коренной народ современного Сиккима, общей численностью около 50 тыс., распространён также на юго-западе Бутана, востоке Непала и в горных районах Западной Бенгалии.

## Происхождение
Про происхождение этого народа известно немного. Основываясь на языке, который принадлежит к гималайской ветви тибето-бирманских языков, некоторые антропологи предлагают, что они мигрировали в этот район из Тибета, расположенного на севере от их районов проживания. Другие исследователи предлагают более сложные маршруты миграции, включающие юго-восточный Тибет, Таиланд и Бирму, после которых предки лепча достигли древней Индии, продвигаясь по рекам Иравади и Чиндвин, после чего пересекли южный Бутан и достигли своего современного ареала.

## Язык
Лепча имеют свой собственный язык, который также называется лепча. Он принадлежит к тибето-бирманским языкам. Этот язык использует характерную для него письменность, так называемую ронг, или письменность лепча, созданную на основе тибетской. Эта письменность была разработана между XVII и XVIII веками, вероятно учёным лепча по имени Тхикунг Мен Салонг (Thikúng Men Salóng). Самая большая коллекция рукописей на языке лепча была собрана в рамках Проекта гималайских языков, хранится в Лейдене, Нидерланды, и насчитывает более 180 текстов.

## Религия
Большинство лепча исповедуют тибетский буддизм, который они переняли от народа бхотия с севера, хотя часть их приняла христианство во времена британского господства. Однако в обоих религиях сохраняется большое число шаманских элементов, известных как мун. Часто ритуалы мун и буддизма совершаются параллельно. Кроме того, на территории Непала много лепча переняли индуизм. Согласно переписи 2001 года, из 3660 лепча в Непале 88,8 % были буддистами и 7,6 % — индуистами.

## Традиции
Лепча отслеживают своё происхождение по отцовской линии. Брак совершается по согласию между семьёй невесты и женихом. В случае заключения соглашения лама проверяет гороскопы молодых и указывает удобную дату брачной церемонии. После этого шафер жениха в сопровождении других родственников передаёт шаферу невесты хада — церемониальный шарф и монету в одну рупию, заключая таким образом формальный договор. Свадьба проходит в полдень указанного дня. Жених и его семья прибывают в дом невесты с подарками (часто деньгами), которые передают шаферу невесты. Затем происходит собственно церемония, после которой отец невесты организовывает праздник.
Согласно записям миссионеров конца XIX — начала XX века, у лепча не существовало жёстких возрастных ограничений на секс. Измена в браке считалась приемлемым явлением. Во время праздника сбора урожая, сопровождавшегося приготовлением традиционного ликёра, 4- и 5-летние дети под присмотром взрослых проводили имитацию секса друг с другом.
Традиционная одежда мужчин — думпра, а женщин — дамдьям.